# Siphocampylus westinianus
Siphocampylus westinianus är en klockväxtart som först beskrevs av Carl Peter Thunberg, och fick sitt nu gällande namn av Johann Baptist Emanuel Pohl. Siphocampylus westinianus ingår i släktet Siphocampylus och familjen klockväxter. Inga underarter finns listade i Catalogue of Life.